# (19120) Doronina
(19120) Doronina est un astéroïde de la ceinture principale.

## Description
(19120) Doronina est un astéroïde de la ceinture principale. Il fut découvert le 6 août 1983 à Naoutchnyï par Lioudmila Karatchkina. Il présente une orbite caractérisée par un demi-grand axe de 2,57 UA, une excentricité de 0,22 et une inclinaison de 8,0° par rapport à l'écliptique.

## Compléments